# Park Narodowy Laguna Blanca
Park Narodowy Laguna Blanca (hiszp. Parque nacional Laguna Blanca) – park narodowy leżący w Argentynie w prowincji Neuquén, utworzony w roku 1940. Objęty jest konwencją ramsarską od roku 1992, włączony w Rezerwat biosfery Laguna Blanca oraz uznany za ostoję ptaków IBA od 2008.
Park położony jest w pobliżu miasta Zapala. Symbolem parku jest łabędź czarnoszyi (Cygnus melanocoryphus) w locie. Powierzchnia parku to 112,51 km². Teren ten jest częścią rezerwatu biosfery o powierzchni 7100 km². Strefę tranzytową rezerwatu biosfery w 1986 roku zamieszkiwało 600 osób.

## Warunki naturalne
Park narodowy Laguna Blanca leży w półpustynnym ekoregionie Pustynia Patagońska, z obecnością skał krystalicznych oraz osadowych, z obecnymi skamieniałościami ostryg z rodzaju Ostrea oraz małży Trigonia. Obejmuje alkaliczne jezioro słone Laguna Blanca, leżące 1267 m n.p.m. Wokół jeziora dominującą formacją jest zakrzewiony step. Na terenie parku występują również pomniejsze jeziora: Verde, del Hoyo, San Antonio, del Jabón, Oliva, de los Huesos, El Molle, del Overo oraz Blanca Chica.

## Flora
W części lądowej przeważają Juncus balticus, Cortadeira rudiuscula, Festuca scirpifolia, Senecio rudbeckaefolius. Z roślin wodnych występuje m.in. wywłócznik jodłowaty (Myriophyllum quitense).
Najliczniejsze pod względem gatunków są w parku rodziny astrowate (Asteraceae) i wiechlinowate (Poaceae). Część gatunków jest jedynymi przedstawicielami swoich rodzin we florze parku, są to np. Orobanche chilensis (zarazowate), wierzba krucha (Salix fragilis; wierzbowate), Pleurophora patagonica (krwawnicowate), pokrzywa żegawka (Urtica urens; pokrzywowate), Myriophyllum quitense (wodnikowate) oraz paprocie Adiantum chilense (orliczkowate) i paprotnica krucha (Cystopteris fragilis; rozrzutkowate).

## Fauna
Do ssaków zasiedlających park należą m.in. Lagidium viscacia, dydelf Thylamys pallidior, surillo andyjski (Conepatus chinga), tukotuki (Ctenomys), nietoperz Talarida brasiliensis, pancernik mały (Zaedyus pichiy), kolpeo (Dusicyon culpaeus), lisoszakal (Dusicyon gymnocercus giseus), Galictis cuja, kot argentyński (Felis geoffroyi) oraz puma (Puma concolor).
Ze zwierząt zasiedlających PN Laguna Blanca poza ssakami wymienić można endemicznego dla Argentyny zagrożonego płaza Atelognathus patagonicus. Występuje także inny przedstawiciel Atelognathus, również zagrożony Atelognathus praebasalticus. Z innych płazów obecne są Pleurodema bufoninum, Rhinella arenarum i Rhinella spinulosa. Z bezkręgowców występują np. pijawki z rodzaju Theromyzon oraz przedstawiciele rodzaju Bombus (pszczołowate).

### Awifauna
Ostoja ptaków IBA została utworzona na terenie parku ze względu na następujące gatunki: bliskie zagrożenia nandu plamiste (Rhea pennata), lustrzynka (Speculanas specularis), kondor wielki (Vultur gryphus) oraz w trakcie zimowania flaming chilijski (Phoenicopterus chilensis) oraz gatunki najmniejszej troski: krasnogonka krótkodzioba (Enicognathus ferrugineus), skałotyran białobrewy (Muscisaxicola albilora), skałotyran czarnoczelny (Muscisaxicola frontalis), dzierzbotyran mały (Agriornis murinus), mniszek rdzawy (Xolmis rubetra), wiechlinek (Neoxolmis rufiventris), dróżniczek krótkodzioby (Geositta antarctica), dróżniczek płowy (Geositta isabellina), trzęsiogon szaroboczny (Cinclodes oustaleti) oraz koszykarek patagoński (Pseudasthenes patagonica). Z innych gatunków, niezaważających na istnieniu IBA, występują np. (kolejność niesystematyczna): aeronauta andyjski (Aeronautes andecolus), lelkowiec długodzioby (Systellura longirostris), czajka miedziana (Vanellus chilensis), szczudłak obrożny (Himantopus melanurus), bekas jasnolicy (Gallinago paraguaiae) i kaniuk amerykański (Elanus leucurus).